# Domenico D'Orsi
Domenico D'Orsi (Palma di Montechiaro, 10 febbraio 1930 – Catania, 21 gennaio 2010) è stato un filosofo italiano.
Allievo di Carmelo Ottaviano, ha insegnato per tutta la sua carriera storia della filosofia all'Università degli Studi di Catania.
Ha pubblicato nella sua attività di ricerca scritti minori di autori italiani e stranieri e il volume La società filosofica di Berlino e gli hegeliani di Napoli (nel 1986). A vent'anni dalla morte ha curato l'edizione dell'opera postuma di Carmelo Ottaviano Tommaso Campilla (1999). Ha inoltre condotto il progetto di pubblicazione delle Opere psicologiche inedite di Bertrando Spaventa (quattro volumi pubblicati tra il 1976 e il 2001).
Dagli anni Sessanta è stato nella segreteria della rivista accademica Sophia, fondata da Carmelo Ottaviano insieme a Pasquale Mazzarella e Francesco Romano.

## Opere principali
- 1957: Lo spirito come atto puro in Giovanni Gentile
- 1962: Il tramonto della filosofia moderna (riedizioni nel 1967 e nel 1970)
- 1973: L'uomo al bivio: immanentismo o cristianesimo? Saggio di realismo esistenziale
- 1986:La società filosofica di Berlino e gli hegeliani di Napoli
- 1999: Edizione di Tommaso Campilla di Carmelo Ottaviano
- Edizione critica delle Opere psicologiche inedite di Bertrando Spaventa:
  - 1976: Lezioni di antropologia
  - 1978: Psiche e metafisica
  - 1984: Elementi di psicologia speculativa
  - 2001: Sulle psicopatie in generale.

| Controllo di autorità | VIAF (EN) 248870808 · ISNI (EN) 0000 0003 8583 8461 · SBN CFIV012171 · LCCN (EN) n79042122 · BNF (FR) cb12795429j (data) |